# Ana Maria Francisca de Saxe-Lauemburgo
Ana Maria Francisca de Saxe-Lauemburgo  (Neuhaus no Elba, 13 de junho de 1672 - Zákupy, 15 de outubro de 1741) era uma nobre alemã pertencente à Casa de Ascânia.
Era a filha mais velha sobrevivente de Júlio Francisco, Duque de Saxe-Lauemburgo, e de Edviges do Palatinado-Sulzbach. Na sequência da morte de seu pai, em 1689, ela deveria ter herdado o Ducado de Saxe-Lauemburgo. No entanto, como o seu primo distante, Jorge Guilherme de Brunsvique-Luneburgo, conquistou pela força o território em 1689, ela não exerceu qualquer controlo nos seus estados, tendo-se refugiado nas suas propriedades famíliares localizadas no Reino da Boêmia.
Casou, em primeiras núpcias, em 1690, com Filipe Guilherme Augusto de Neuburgo, de quem teve apenas uma filha, Maria Ana, em 1691. Enviuvou em 1693.
Quatro anos mais tarde casou com João Gastão de Médici, segundo filho do Grão-Duque da Toscana Cosme III de Médici. Com a morte do seu cunhado Fernando de Médici, em 1713, João Gastão tornou-se herdeiro do Grão-Ducado e, em 1723, pela morte do sogro, Ana Maria Francisca tornou-se, então, Grã-Duquesa consorte da Toscana, título que deteve durante catorze anos. Enviuvou, de novo, em 1737.

## Biografia

### Juventude

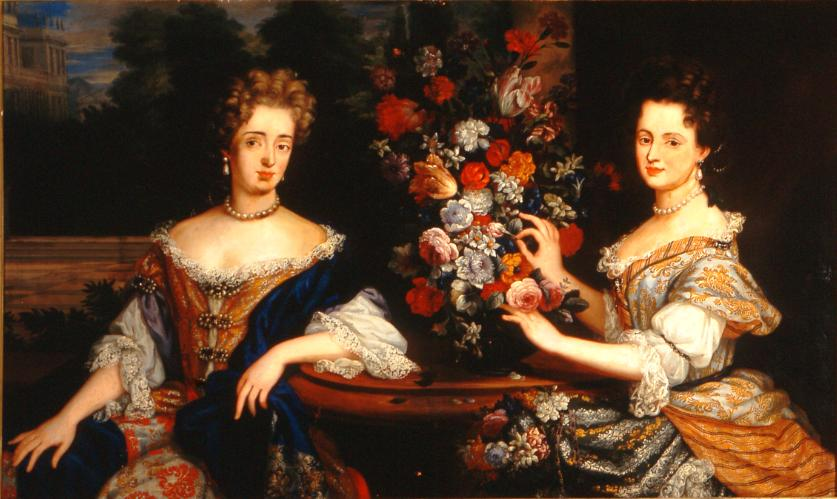
Ana Maria Francisca (à direita) com a sua irmã Sibila (à esquerda), c. 1690 por artista anónimo.

Ana Maria Francisca nasceu a 13 de junho de 1673, sendo a segunda filha nascida do casamento do duque de Saxe-Lauemburgo e de Edviges do Palatinado-Sulzbach. A mãe morreu quando ela tinha nove anos.
Com a morte do seu pai, o duque Júlio Francisco , em 30 de setembro de 1689, a linha de Saxe-Lauemburgo da Casa de Ascânia, extinguiu-se por via masculina. Contudo, de acordo com as leis de Saxe-Lauemburgo, admitiam a sucessão feminina. Assim, Ana Maria Francisca era a herdeira legal do trono, pelo que as duas irmãs lutaram pela sucessão do trono. Também a prima de Júlio Francisco, Leonor Carlota de Saxe-Lauemburgo-Franzhagen, era pretendente à sucessão.
Jorge Guilherme de Brunsvique-Luneburgo, que aproveitara a fraqueza das duas irmãs e a falta de apoio internacional, para invadir com as suas tropas o Saxe-Lauemburgo, impedindo, assim, a ascensão das herdeiras legais.
Também outros soberanos reclamavam a sucessão, resultando num conflito que envolveu, para além dos ducados vizinhos de Mecklemburgo-Schwerin e da Holsácia, controlada pela Dinamarca, os outros cinco Principados de Anhalt governados por membros da Casa de Ascânia, o Eleitorado da Saxónia, a Suécia e o Brandeburgo. O conflito foi, por fim, resolvido em 9 de outubro de 1693 pelo denominado Hamburger Vergleich, que Ana Maria Francisca e a irmã, Sibila, ficavam excluídas da sucessão sobre o Saxe-Lauemburgo.
O imperador  Leopoldo I rejeitou a sucessão de Celle e reteve, sob sua custódia, o exclave de Hadeln, que pertencia a Saxe-Lauemburgo mas que se encontrava fora do alcance de Celle. Apenas em 1728 o seu filho, o imperador Carlos VI enfeudou Jorge II da Grã-Bretanha com o Saxe-Lauemburgo, legitimando assim a ocupação feita pelo seu avô em 1689 e em 1693. Em 1731 Jorge II também adquiriu Hadeln, que estava sob custódia imperial.

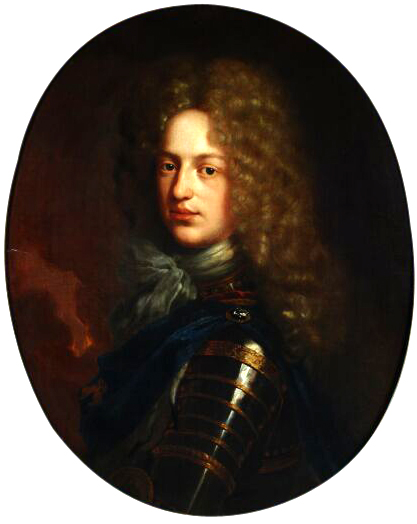
Filipe Guilherme Augusto, Conde Palatino de Neuburgo, primeiro marido de Ana Maria Francisca. Tela de Pieter van der Werff, 1690

### Primeiro casamento
Ana Maria Francisca casou com Filipe Guilherme Augusto de Neuburgo. O casamento teve lugar na Boêmia, no castelo de Roudnice (em alemão:  Raudnitz), em 29 de outubro de 1690. Era o oitavo filho de Filipe Guilherme, Eleitor Palatino. Das duas filhas nascidas deste casamento, apenas uma atilgiu a idade adulta:
- Leopoldina Leonor Isabel Augusta (Leopoldine Eleanore Elisabeth Auguste) (1691–693);
- Maria Ana Carolina de Neuburgo (Maria Anna Karolina Louise Franziska) (1693–1751), que casou a  5 de fevereiro de 1719 com Fernando Maria Inocêncio da Baviera (1699–1738), sexto filho de Maximiliano II Emanuel, Eleitor da Baviera, Marechal de Campo Imperial; deste casamento nasceram dois filhos e uma filha

Filipe Guilherme morreu a 5 de abril de 1693.

### Segundo casamento

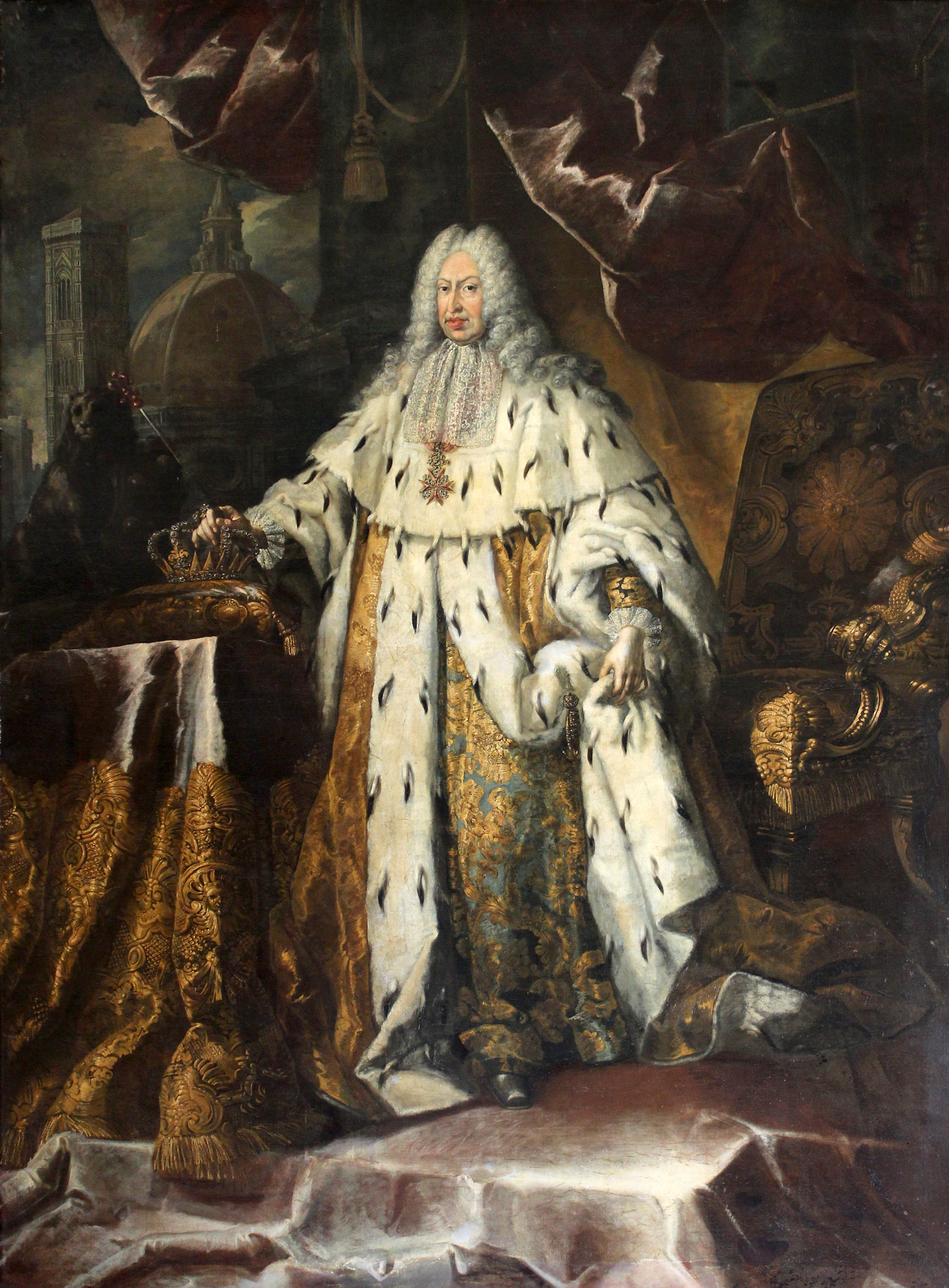
João Gastão de Médici, Grão-Duque da Toscana, segundo marido de Ana Maria Francisca. Tela de Franz Ferdinand Richter, 1737

Por razões dinásticas, Cosme III de Médici persuadiu o seu filho a casar com Ana Maria Francisca, uma vez que ela era extremamente rica e, além disso, era pretendente ao Ducado de Saxe-Lauemburgo, por ser herdeira do seu pai. Além disso, a Casa Médici necessitava de um herdeiro, uma vez que o irmão mais velho de João Gastão, o Grão-príncipe Fernando, não tinha descendência. Eles casaram a 2 de julho de 1697, sendo a cerimónia celebrada pelo Príncipe-Bispo de Osnabruck na cidade de Dusseldórfia indo, depois, viver no castelo de Ploskovice (Ploschkowitz) e no de Zákupy (Reichstadt), no Reino da Boêmia.
A nova princesa Toscana tinha propriedades dispersas na região. Na altura do seu casamento, contemporâneos descreviam-na como "pavorosa e imensamente gorda". Ana Maria Francisca dominava o seu fraco marido, o que o levou ao alcoolismo. Ele deplorava o seu comportamento, "caprichoso, feições rabugentas e palavras acutilantes ". João Gastão permaneceu com a sua esposa apenas por uns mero dez meses, após o que escapou para Praga. A princesa recusou a abandonar Reichstadt, apesar dos constantes protestos do marido. Ela acreditava que os Médici tinham o hábito de assassinar as suas consortes.
O Grão-Duque, tentou forçar a sua nora a regressar à Toscana e a viver com João Gastão, pelo que solicitou ao Papa Clemente XI, que enviasse o Arcebispo de Praga para reaproximar o casal e convencê-la a cumprir as suas obrigações matrimoniais. Ela respondeu que não valia a pena porque João Gastão era "absolutamente impotente". O marido regressou sozinho em 1708. Fernando, o herdeiro do Grão-Ducado em colapso, morreu em 1713, pelo que a princesa tornou-se Grã-Princesa da Toscana.

### Vida adulta
João Gastão tornou-se Grão-duque da Toscana em 1723 e, ela, Grã-duquesa consorte. O marido continuou a viver em Florença, a capital da Toscana, e nunca mais voltou a ver a mulher. João Gastão mantinha um estilo de vida frívolo, ficando a pé toda a noite e só voltando a acordar de tarde. Como Grã-Duquesa, Ana Maria Francisca manteve uma vida de solidão no seu castelo, falando com os cavalos nos estábulos. João Gastão morreu em 1737. Os Médici não tinham herdeiro masculino pelo que, Francisco III Estêvão da Lorena ascendeu ao trono Grão-Ducal.
Ana Maria Francisca faleceu, em 1741, no seu castelo de Zákupy.

## Residências
Das suas residências destacam-se os castelos localizados no Reino da Boêmia: Ploskovice e Zákupy.

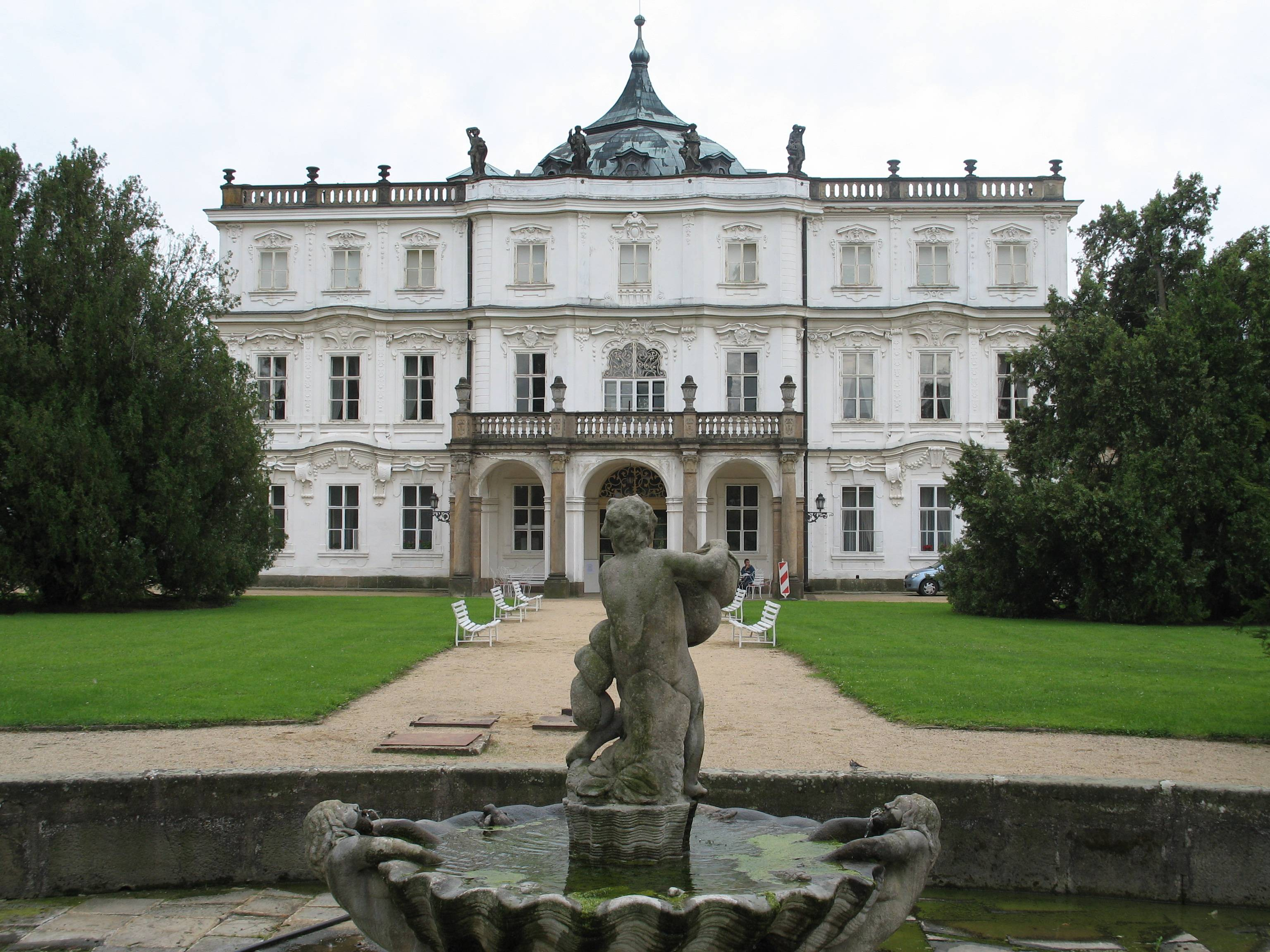
O Castelo de Ploskovice, a residência, na Boêmia.
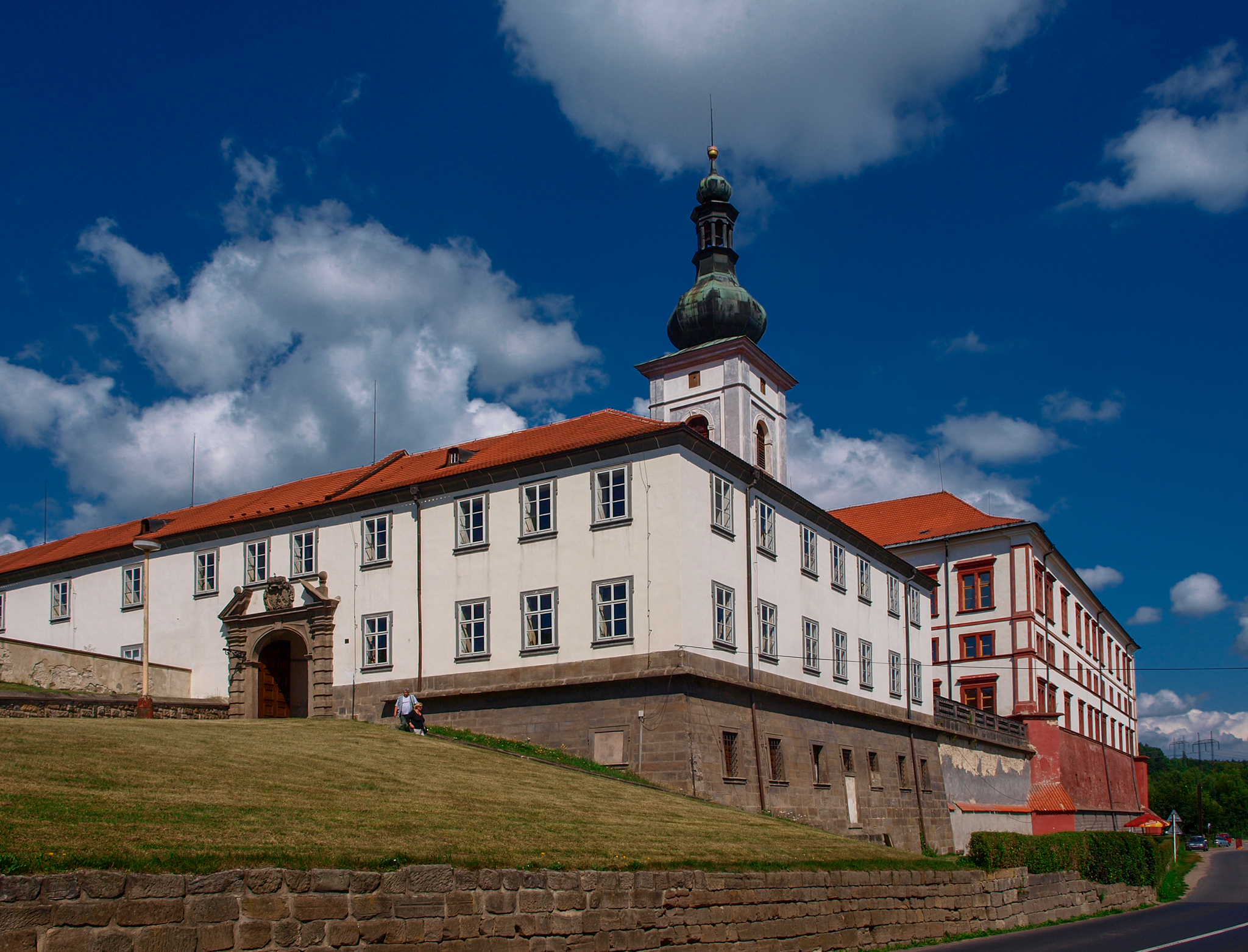
O castelo de Zákupy, outra residência no norte da Boêmia.